# Ceriporia albobrunnea
Ceriporia albobrunnea är en svampart som beskrevs av Ryvarden & Iturr. 2003. Ceriporia albobrunnea ingår i släktet Ceriporia och familjen Phanerochaetaceae.   Inga underarter finns listade i Catalogue of Life.